# Недилько Лабрович
Недилько Лабрович (хорв. Nediljko Labrović, нар. 10 жовтня 1999, Спліт) — хорватський футболіст, воротар «Рієки» і національної збірної Хорватії.

## Клубна кар'єра
Народився 10 жовтня 1999 року в Спліті. Вихованець низки юнацьких команд місцевих футбольних клубів.
У дорослому футболі дебютував 2016 року виступами за команду «Юнак» (Синь), в якій провів два сезони, взявши участь у 52 матчах чемпіонату. Більшість часу, проведеного у складі «Юнака», був основним голкіпером команди.
Своєю грою за цю команду привернув увагу представників тренерського штабу «Шибеника», до складу якого приєднався 2018 року. Відіграв за команду з Шибеника наступні три сезони своєї ігрової кар'єри. Граючи у складі «Шибеника» також здебільшого виходив на поле в основному складі команди.
2021 року перебрався до лав «Рієки».
11 березня 2024 року поєдинок проти «Осієка» став для нього ювілейним, 100-им, в складі «Рієки».

## Виступи за збірні
Протягом 2018—2019 років провів дві гри у складі юнацької збірної Хорватії (U-20).
Навесні 2024 року дебютував в офіційних матчах у складі національної збірної Хорватії. Згодом був включений до заявки команди на тогорічну першість Європи.

## Статистика виступів

### Статистика виступів за збірну
Станом на 20 травня 2024
| Дата      | Місто | Господарі | Результат | Гості    | Турнір           | Голи | Примітки |
| --------- | ----- | --------- | --------- | -------- | ---------------- | ---- | -------- |
| 26-3-2024 | Каїр  | Єгипет    | 2 – 4     | Хорватія | товариський матч | -1   | 46'      |
| Усього    |       | Матчів    | 1         |          | Голів            | ?    |          |

| Дата       | Місто  | Господарі | Результат | Гості    | Турнір           | Голи | Примітки |
| ---------- | ------ | --------- | --------- | -------- | ---------------- | ---- | -------- |
| 14-11-2018 | Загреб | Хорватія  | 3 – 1     | Білорусь | Товариський матч | -1   |          |
| 6-9-2019   | Загреб | Хорватія  | 1 – 1     | Франція  | Товариський матч | -    | 46'      |
| Усього     |        | Матчів    | 2         |          | Голів            | ?    |          |